# Wapen van Nigeria

Wapen van Nigeria

Het wapen van Nigeria toont een zwart schild waarin twee witte golvende banen samenkomen, zoals in de letter Y. Deze symboliseren de twee grote rivieren van Nigeria: de Niger en haar zijrivier de Benue. De zwarte kleur van het schild vertegenwoordigt de vruchtbare Nigeriaanse grond.
Het schild wordt gedragen door twee witte paarden; zij staan voor waardigheid. De groen-witte band boven het schild symboliseert de rijke landbouw; groen en wit zijn ook de kleuren van de Nigeriaanse vlag. De adelaar op deze band staat voor de vrede.
Het schild en de paarden bevinden zich in een grasveld met daarin krokussen, de nationale bloem. Onder de krokussen staat in een gouden lint het nationale motto: Unity and Faith, Peace and Progress ("Eenheid en overtuiging, vrede en vooruitgang").
Algerije · Angola · Benin · Botswana · Burkina Faso · Burundi · Centraal-Afrikaanse Republiek · Comoren · Congo-Brazzaville · Congo-Kinshasa · Djibouti · Egypte · Equatoriaal-Guinea · Eritrea · Ethiopië · Gabon · Gambia · Ghana · Guinee · Guinee-Bissau · Ivoorkust · Kaapverdië · Kameroen · Kenia · Lesotho · Liberia · Libië · Madagaskar · Malawi · Mali · Marokko · Mauritanië · Mauritius · Mozambique · Namibië · Niger · Nigeria · Oeganda · Rwanda · Sao Tomé en Principe · Senegal · Seychellen · Sierra Leone · Soedan · Somalië · Swaziland · Tanzania · Togo · Tsjaad · Tunesië · Westelijke Sahara · Zambia · Zimbabwe · Zuid-Afrika · Zuid-Soedan
Afhankelijke gebieden:
Brits Territorium in de Indische Oceaan · Canarische Eilanden · Ceuta · Melilla · Madeira · Mayotte · Réunion · Sint-Helena · Tristan da Cunha